# Moricandia foleyi
Moricandia foleyi är en korsblommig växtart som beskrevs av Jules Aimé Battandier. Moricandia foleyi ingår i släktet blåsenaper, och familjen korsblommiga växter. Inga underarter finns listade i Catalogue of Life.